# The Etruscan Prophecy
The Etruscan Prophecy è il secondo album in studio del gruppo heavy metal italiano Dark Quarterer pubblicato nel 1989 dalla Cobra Records.

## Il disco
Si tratta dell'ultimo disco con il chitarrista e principale compositore Fulberto Serena e quando uscì fu accolto con favore dalla critica specializzata, come nel caso della rivista Metal Hammer tedesca che lo valutò con sei punti su sette. Lo stile proposto in queste sei tracce è un epic metal con una vena progressiva, similmente ad Irae Melanox degli Adramelch uscito nello stesso periodo, ma maggiormente pregno delle atmosfere oscure tipiche del doom metal.
L'album, inizialmente uscito solo in vinile, è stato pubblicato in CD dalla Metal Legion nel 2002 con l'aggiunta della canzone Queen of the Sewer. Nel 2009 è stato ristampato dalla My Graveyard Productions con l'aggiunta della traccia bonus Retributioner in versione live e con il video di una sessione di registrazione del brano Gates of Hell, risalente al 1985.

## Tracce
Testi di Gianni Nepi, musiche di Fulberto Serena.
1. Retributioner – 6:19
2. Piercing Hail – 2:04
3. The Etruscan Prophecy – 9:47
4. Devil Stroke – 9:12
5. The Last Hope – 1:34
6. Angels Of Mire – 9:23

Traccia bonus CD 2002 e 2009
1. Queen Of The Sewer – 8:45

Tracce bonus CD 2009
1. Retributioner (live 17/01/2009 - Elvis Fan - Livorno - Italy) – 12:32 – 

Bonus Video: Gates of Hell (1985 - live sessions) – 7:07

## Formazione
- Gianni Nepi – voce, basso
- Fulberto Serena - chitarra
- Paolo Ninci - batteria